# Irreduzibilitätssatz von Hilbert
Der Irreduzibilitätssatz von Hilbert ist ein Satz von David Hilbert über die Irreduzibilität von Polynomen mit rationalen Koeffizienten in mehreren Variablen, wenn eine Anzahl der Variablen rationale Werte erhalten. Verallgemeinerungen des Satzes betreffen Polynome über anderen Körpern als den rationalen Zahlen. Der Satz ist von besonderer Bedeutung für die Zahlentheorie und die arithmetische algebraische Geometrie.

## Formulierung des Satzes
Der Irreduzibilitätssatz von Hilbert lautet: Sei
{\displaystyle f(x_{1}\ldots ,x_{s},y)}
ein irreduzibles Polynom über den rationalen Zahlen. Dann gibt es unendlich viele {\displaystyle s}-Tupel  rationaler Zahlen {\displaystyle q_{i}}, so dass:
{\displaystyle f(q_{1},\ldots ,q_{s},y)}
irreduzibel ist.

## Beispiel
{\displaystyle f(x,y)=y^{2}-x} bleibt irreduzibel über den rationalen Zahlen für alle Spezialisierungen {\displaystyle x=q}, die keine Quadrate rationaler Zahlen sind. Hat man andererseits für {\displaystyle f(x_{1},...,x_{i},y)=y^{2}-g(x_{1},...,x_{i})}, dass der Ausdruck reduzibel für alle rationalen {\displaystyle (x_{1},...,x_{i})}  ist, das heißt {\displaystyle g(x_{1},...,x_{i})} ist ein Quadrat in den rationalen Zahlen, so kann der ursprüngliche Ausdruck nach dem Irreduzibilitätssatz auch nicht irreduzibel über den rationalen Zahlen sein und muss das Quadrat eines Polynoms sein, {\displaystyle g(x)=a(x)^{2}}. Entsprechendes gilt für {\displaystyle y^{n}-g(x)} mit {\displaystyle n>2} und bei Ersetzung von rational durch ganzzahlig.

## Hilbert-Körper
Allgemeiner kann man auch andere Körper als die rationalen Zahlen betrachten, gilt in ihnen der Hilbertsche Irreduzibilitätssatz, spricht man von Hilbert-Körpern {\displaystyle k}. Beispiele für Hilbert-Körper sind außer den rationalen Zahlen algebraische Erweiterungen der rationalen Zahlen, also algebraische Zahlkörper. Das Irreduzibilitätstheorem gilt auch für Spezialisierungen in den ganzen Zahlen und den Ringen ganzer Zahlen in algebraischen Zahlkörpern. Der Irreduzibilitätssatz stellt die Existenz unendlich vieler solcher s-Tupel von Zahlen aus {\displaystyle k} sicher, man kann sogar zeigen, dass sie Zariski-dicht liegen in {\displaystyle k^{s}}. Der Satz hat Anwendungen in der Zahlentheorie, zum Beispiel wird er im Beweis der großen Fermatvermutung von Andrew Wiles benutzt, und in der inversen Galoistheorie.

## Anwendungen
Der Irreduzibilitätssatz wurde von André Neron zur Konstruktion Abelscher Varietäten über den rationalen Zahlen benutzt. Nach dem Satz von Mordell-Weil ist die Gruppe der rationalen Punkte der abelschen Varietät endlich erzeugt (und der Rang endlich) und Neron konstruierte abelsche Varietäten der Dimension g und Rang {\displaystyle r\geq 3g+6}. 1952 zeigte so Neron, dass es elliptische Kurven mit Rang {\displaystyle r>9} über den rationalen Zahlen gibt.
Von David Hilbert und Emmy Noether (1918) wurde der Satz in der inversen Galoistheorie angewandt. Darin geht es um das Problem, eine Körpererweiterung L von k zu finden, so dass eine vorgegebene endliche Gruppe G dessen Galoisgruppe ist.
Man führe für jedes Gruppenelement {\displaystyle g\in G} eine Variable {\displaystyle x_{g}} ein und betrachte die Wirkung von G auf die Permutation der Variablen über {\displaystyle h(x_{g})=x_{hg}}, womit man eine Darstellung von G in {\displaystyle K=k(x_{1},...,x_{n})} erhält, wobei {\displaystyle n=|G|}) die Gruppenordnung ist. Sei {\displaystyle K^{G}} der unter G invariante Unterkörper von K, der wiederum ein Unterkörper des Körpers der symmetrischen Funktionen in den n Variablen {\displaystyle x_{i}} über K ist und ein rationaler Funktionenkörper über k sei. Dann hat {\displaystyle K\backslash K^{G}} die Galoisgruppe G . Ist k ein Hilbertkörper, zum Beispiel {\displaystyle k=\mathbb {Q} }, kann man (n-1) der Variablen spezifizieren und erhält nach dem Irreduzibilitätssatz einen Körper L, der Zerfällungskörper eines Polynoms {\displaystyle f(x)\in k(x)} ist und die Galoisgruppe G hat.
Diese Strategie von Emmy Noether (Noethersches Kriterium oder Vermutung von Noether, der Invariantenkörper von G ist ein rationaler Funktionenkörper über k, das heißt eine rein transzendente Körpererweiterung von k) ist häufig erfolgreich. Noether zeigte dies für den Fall der symmetrischen Gruppe und weitere Beispiele sind bekannt, so von Claude Chevalley für endliche Spiegelungsgruppen. Ein Gegenbeispiel fand 1969 Richard Swan mit der zyklischen Gruppe der Ordnung 47. Das Umkehrproblem der Galoistheorie, 1892 von Hilbert formuliert, ist bis heute im Allgemeinen ungelöst, auch wenn viele Teilresultate bekannt sind. Zum Beispiel lässt sich jede endliche abelsche Gruppe als Galoisgruppe über {\displaystyle \mathbb {Q} } darstellen (Satz von Kronecker-Weber), und ebenso jede auflösbare endliche Gruppe (Igor Schafarewitsch).